# Kalas, Kundgol
Kalas là một làng thuộc tehsil Kundgol, huyện Dharwad, bang Karnataka, Ấn Độ.